# 2002 (film)
2002 – hongkoński film fantastycznonaukowy w reżyserii Wilsona Yip, którego premiera odbyła się 13 grudnia 2001 roku.
W 2002 roku podczas 21. edycji Hong Kong Film Awards film był nominowany do nagrody Hong Kong Film Award w kategorii Best Visual Effects.

## Obsada
Źródło: Filmweb

- Sam Lee – Sam
- Stephen Fung – Fung
- Nicholas Tse – Tide
- Alex Fong – duch wody
- Anya – duch ognia
- Law Kar-ying – Paper Chan
- Sting (on sam)
- Danielle Graham – Pielęgniarka Danielle